# Доплер, Карл
Ка́рл До́плер (нем. Karl Doppler; 12 сентября 1825, Лемберг, Австрийская империя ныне Львов, Украина — 10 марта 1900, Штутгарт, Германия) — венгерский композитор, флейтист и дирижёр. Брат Франца Доплера, отец Арпада Доплера.

## Биография
Карл часто выступал в концертах дуэтом вместе с братом Францем. До 1865 года работал музыкальным директором в Театре в Будапеште, в 1865–1898 годах возглавлял Штутгартскую придворную капеллу, для которой написал несколько опер.